# Бадави, Самар
Самар Мухаммад Бадави (род. 1981) — правозащитница из Саудовской Аравии. В марте 2012 года Государственный департамент США присудил ей премию за вклад в развитие прав женщин.

## Биография
Подала в суд на отца, который в течение 15 лет применял к ней физическое насилие. В 2010 году, по иску отца, она была осуждена за ослушание и провела в тюрьме полгода. После развёрнутой в её защиту кампании со стороны правозащитных организаций как внутри страны, так и за её пределами она была отпущена на свободу, а опека над ней была передана дяде. В 2011 году Бадави подала иск против Министерства по делам муниципалитетов и сельской местности, отказавшего ей в регистрации на муниципальных выборах. В 2011—2012 годах участвовала в кампании за разрешение на вождение автомобиля женщинами в Саудовской Аравии.
Брат Самар Бадави, блогер Раиф Бадави, лауреат премии Евросоюза «За свободу мысли» имени Сахарова, был арестован в 2012 году и осуждён на 10 лет лишения свободы, а также приговорён к крупному денежному штрафу и тысяче ударов плетью. Муж Бадави, Валид Абулхаир, также занимался правозащитной деятельностью и также осуждён на 15 лет лишения свободы.
В январе 2016 года саудовская неправительственная организация «Центр по правам человека», а также активисты, ведущие микроблог Twitter Валида Абулхаира сообщили о том, что Самар Бадави была арестована и освобождена день спустя. Власти страны заявили, что Бадави лишь посетила прокуратуру в назначенное время.